# Диджитал-хардкор
Диджитал-хардкор (англ. Digital hardcore) — музыкальный жанр, который объединяет хардкор-панк с электронной музыкой. Диджитал-хардкор зародился в Германии в начале 1990-х и часто обладал социалистическим или крайне левым содержанием текстов.

## Характеристики
Диджитал-хардкор, как правило, скоростной и абразивный. Он сочетает в себе скорость и тяжесть жанров хардкор-панк, трэш-метал, и частично riot grrrl, с электронной музыкой таких жанров, как хардкор-техно, индастриал, брейккор или драм-н-бейс (но не ограничиваясь ими). Некоторые группы, как, например, Atari Teenage Riot, включают элементы хип-хопа, например, фристайл. Есть и более тяжёлые представители, комбинирующие диджитал-хардкор с грайндкором, например, Phantomsmasher.

## История

### 1990-е
Музыка впервые прозвучала у группы Atari Teenage Riot, которая была основана в 1992 году в Берлине. Термин «диджитал-хардкор» придумал фронтмэн этой группы Alec Empire, который в 1994 году основал инди-лейбл Digital Hardcore Recordings. Вскоре похожие немецкие группы стали издаваться на данном лейбле, они стали приобретать популярность в андеграунде благодаря диджитал-хардкор-фестивалям, проходившим в некоторых городах Германии. К середине 1990-х ряд новых лейблов, специализирующихся в жанре, появился по всему миру. Среди них Gangster Toons Industries (Париж), Praxis (Лондон), Cross Fade Enter Tainment (Гамбург), Drop Bass Network (США) и Bloody Fist (Австралия). Digital Hardcore Recordings имел некоторое сходство с франкфуртскими лейблами Mille Plateaux и Riot Beats. Работы Alec Empire впоследствии стали основой для брейккора.
К прочим исполнителям этого периода относятся Christoph De Babalon, Cobra Killer, Sonic Subjunkies, EC8OR, Hanin Elias, Lolita Storm, Nic Endo и The Mad Capsule Markets.

### 2000-е
По словам Alec Empire, «диджитал-хардкор из локальной берлинской сцены развился в международное андеграундное движение». Саундтрек к фильму «Угроза» включал работы диджитал-хардкор-исполнителей, наряду с металкором.
К группам нового тысячелетия относятся Radioactive Samurai, Ambassador 21, Left Spine Down, Motormark, Phallus Über Alles, DJ JMS, F-NOISE, Schizoid, noCore, Kitcaliber, The Shizit, JuL!e D:sTrOy, Rabbit Junk, NesCreator, Matt Ellin, Fear, and Loathing in Las Vegas и Moshpit, «Психея», Ultramerda.